# Brunn (Emskirchen)
Brunn ist ein Gemeindeteil des Marktes Emskirchen im Landkreis Neustadt an der Aisch-Bad Windsheim (Mittelfranken, Bayern). Die Gemarkung Brunn hat eine Fläche von 4,851 km². Sie ist in 794 Flurstücke aufgeteilt, die eine durchschnittliche Fläche von 6109,09 m² haben. In ihr liegt neben dem namensgebenden Ort der Gemeindeteil Weihermühle.

## Geografie
Durch das Pfarrdorf fließt der Mühlbach, der mit dem Moorgraben (rechts) zum Floresbach zusammenfließt, einem linken Zufluss der Mittleren Aurach. Im Nordwesten liegen die Brunner Teiche. 0,5 km westlich des Ortes befindet sich das Schloßfeld, 0,5 km südwestlich das Waldgebiet Pfaffenzipfel, 0,5 km südöstlich erhebt sich der Mühlberg, 0,5 km nördlich liegt das Flurgebiet Glashütte, 0,5 km östlich befinden sich die Röten.
Die Staatsstraße 2414 führt nach Hohholz (2,5 km nördlich) bzw. nach Emskirchen zur Bundesstraße 8 (2 km südlich). Die Kreisstraße NEA 22 führt zur B 8 (2 km südwestlich) bzw. zur Staatsstraße 2244 bei der Schneemühle (2,2 km südöstlich). Die Kreisstraße NEA 11 führt nach Oberalbach (1,2 km nordöstlich). Gemeindeverbindungsstraßen führen nach Kaltenneuses (1,8 km nordwestlich) und nach Weihermühle (0,8 km südöstlich).

## Geschichte

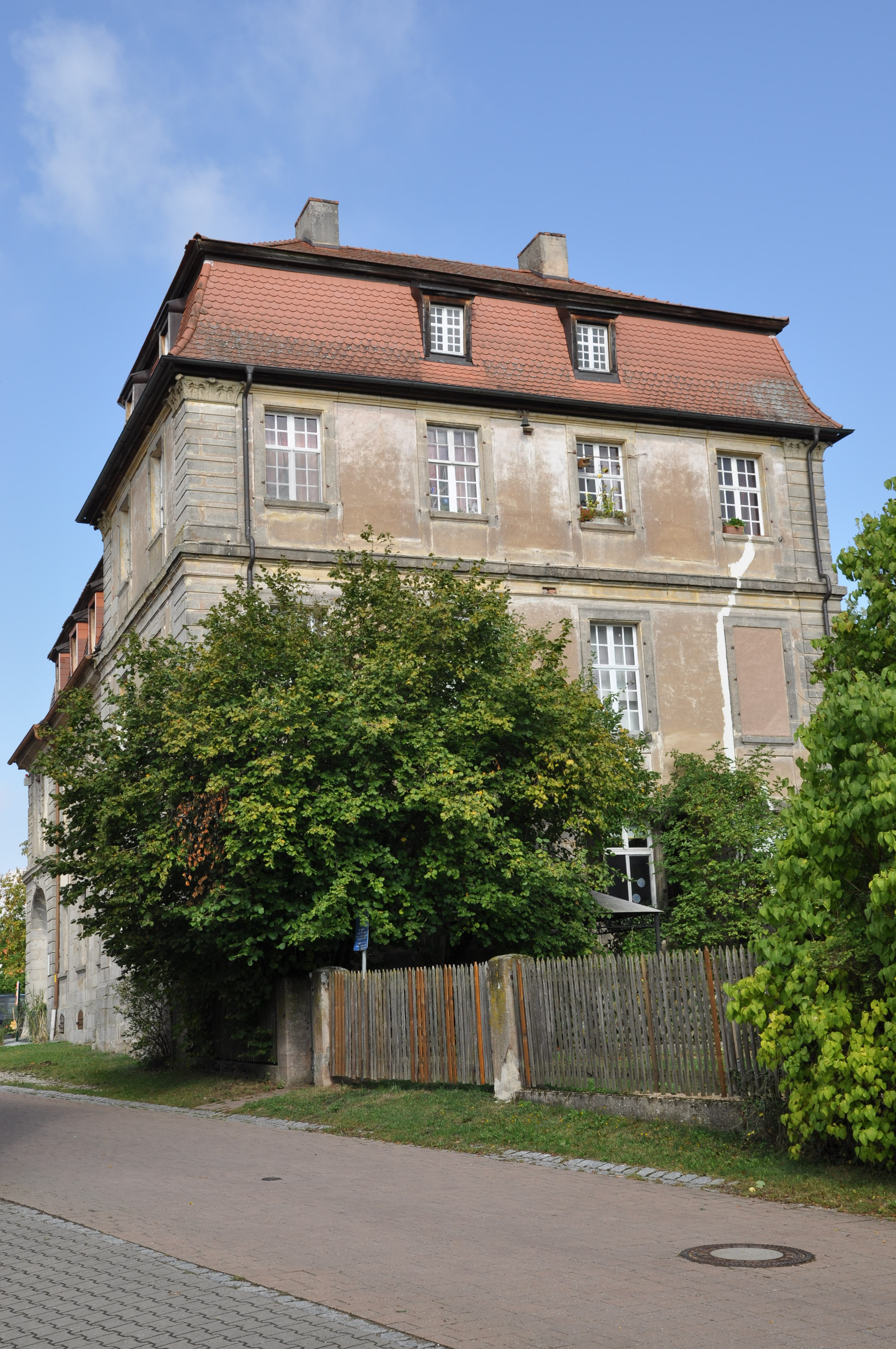
Neues Schloss

Der Ort wurde erstmals 1154/57 als „Brunnen“ in einer Urkunde erwähnt, in der das Kloster Heilsbronn Güter in diesem und anderen Orten gegen Güter in anderen Orten tauschte. Im Jahre 1164 erwarb das Kloster Güter in Brunn. Unter dem 12. Abt Rudolf (1263–81) wurde ein Gefälle erworben. Im Jahre 1279 schenkte Siboto Grötsch, um eine Grabstätte im Kloster zu erwerben, diesem ein Gefälle in Brunn. Im Jahre 1344 gaben die Geschwister Hermann, Hans und Sophia von Löpsingen ihren Hof in Brunn.
In einer Urkunde vom 7. Juli 1265 wurde erwähnt, dass es ein „werenherus de Brvonne“ gibt, woraus geschlossen werden kann, dass es zu dieser Zeit schon einen Ortsadel gab. Im Jahre 1311 veräußerte das Kloster seine Güter an Wolfram von Urach. Ab 1400 war das Schloss in Besitz der Herren von Seckendorff. Das Schloss Brunn wurde 1409 niedergebrannt (ein zweites Mal 1501). 1486 wurde die eine Hälfte des Ortes Heinrich von Lüchau zu Lehen gegeben, die andere Hälfte dem Hochstift Bamberg. 1517 kam der Ort in den Besitz der Schenken von Limpurg, die fraischliche Obrigkeit hatte jedoch das markgräfliche Amt Emskirchen inne. Von 1559 bis ins frühe 18. Jahrhundert gehörte der Ort größtenteils den Herren von Heßberg, ab dem 24. Mai 1753 den Grafen von Pückler-Limpurg.
Im Dreißigjährigen Krieg wurde Brunn im Herbst 1631 geplündert. Der in Brunn ansässige und als Oberst in schwedischen Diensten stehende Adlige von Lüchau ließ 1638 den Neustädter Kastner Moenius und den Bürgermeister Meder festnehmen, da die von durch von Lüchau auferlegten Kontributionen nicht rechtzeitig aufgebracht wurden, und hielt diese in Brunn fest, bis Neustadt ihren Bürgermeister ausgelöst hatte (Moenius musste seine Freilassung hingegen aus eigenen Mitteln finanzieren).
Gegen Ende des 18. Jahrhunderts gab es in Brunn 50 Anwesen (Schloss mit Meierei, Kirche, Amtshaus, Pfarrhaus, Schule, Gärtnerhaus, Jägerhaus, Kellerhaus, Schäferhaus, 2 Schmieden, 2 Wirtshäuser, 1 Ziegelei, 16 Gütlein, 20 Häuser, 1 Häuslein) und ein Gemeindehirtenhaus. Das Hochgericht und die Dorf- und Gemeindeherrschaft und die Grundherrschaft über alle Anwesen übte die Herrschaft Brunn aus.  Die Herrschaft Brunn gehörte zu dieser Zeit Graf v. Pückler und den Schenken von Limpurg. Sie übten das Hochgericht und die Dorf- und Gemeindeherrschaft auch über Gerhardshofen (zum Teil), Hohholz und Tanzenhaid aus. Neben den 50 Anwesen in Brunn waren sie noch Grundherren in Altenbuch (1 Anwesen), Gerhardshofen (21), Hohholz (13) und Tanzenhaid (7).

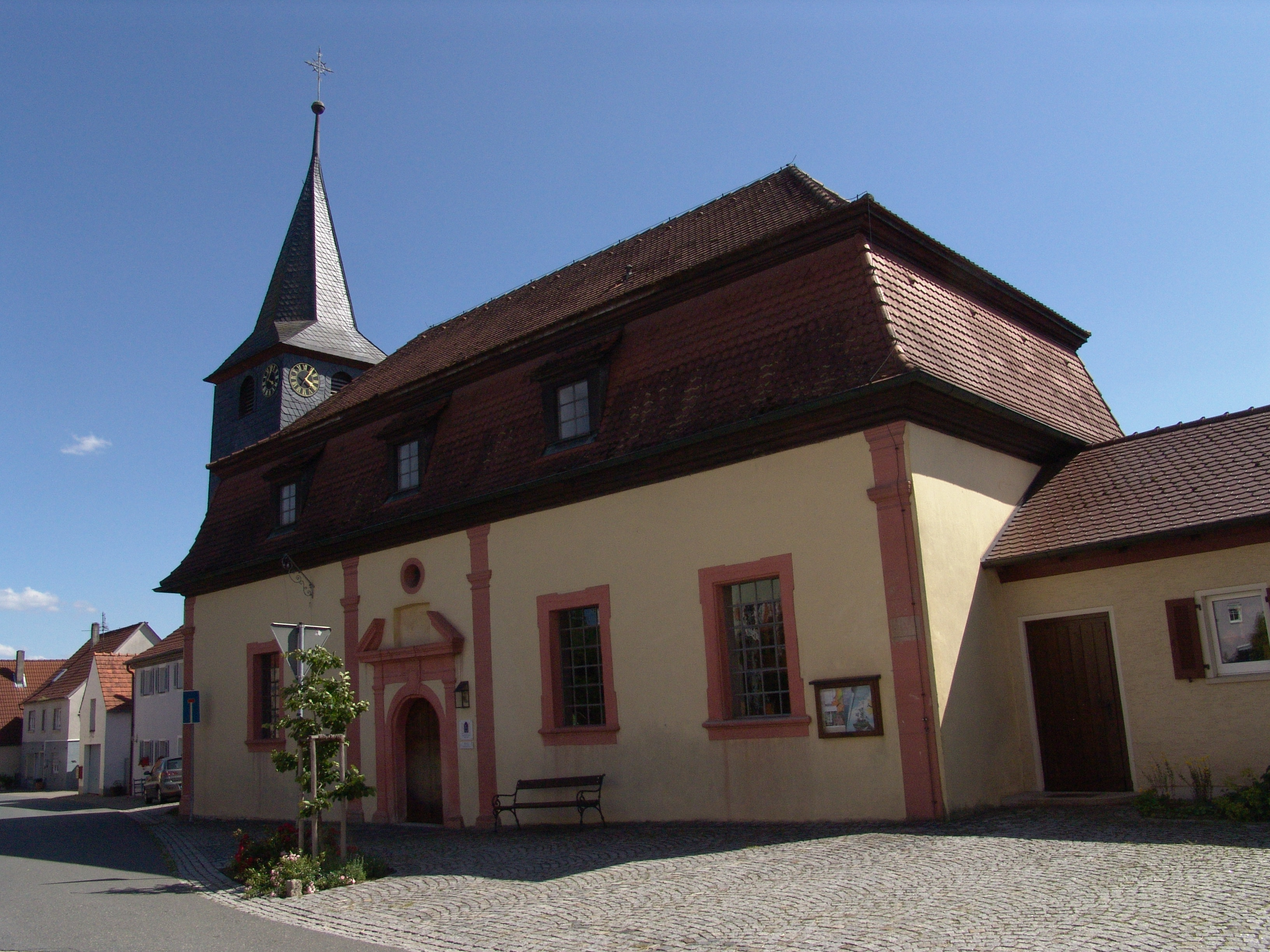
Evangelisch-lutherische Pfarrkirche St. Georg
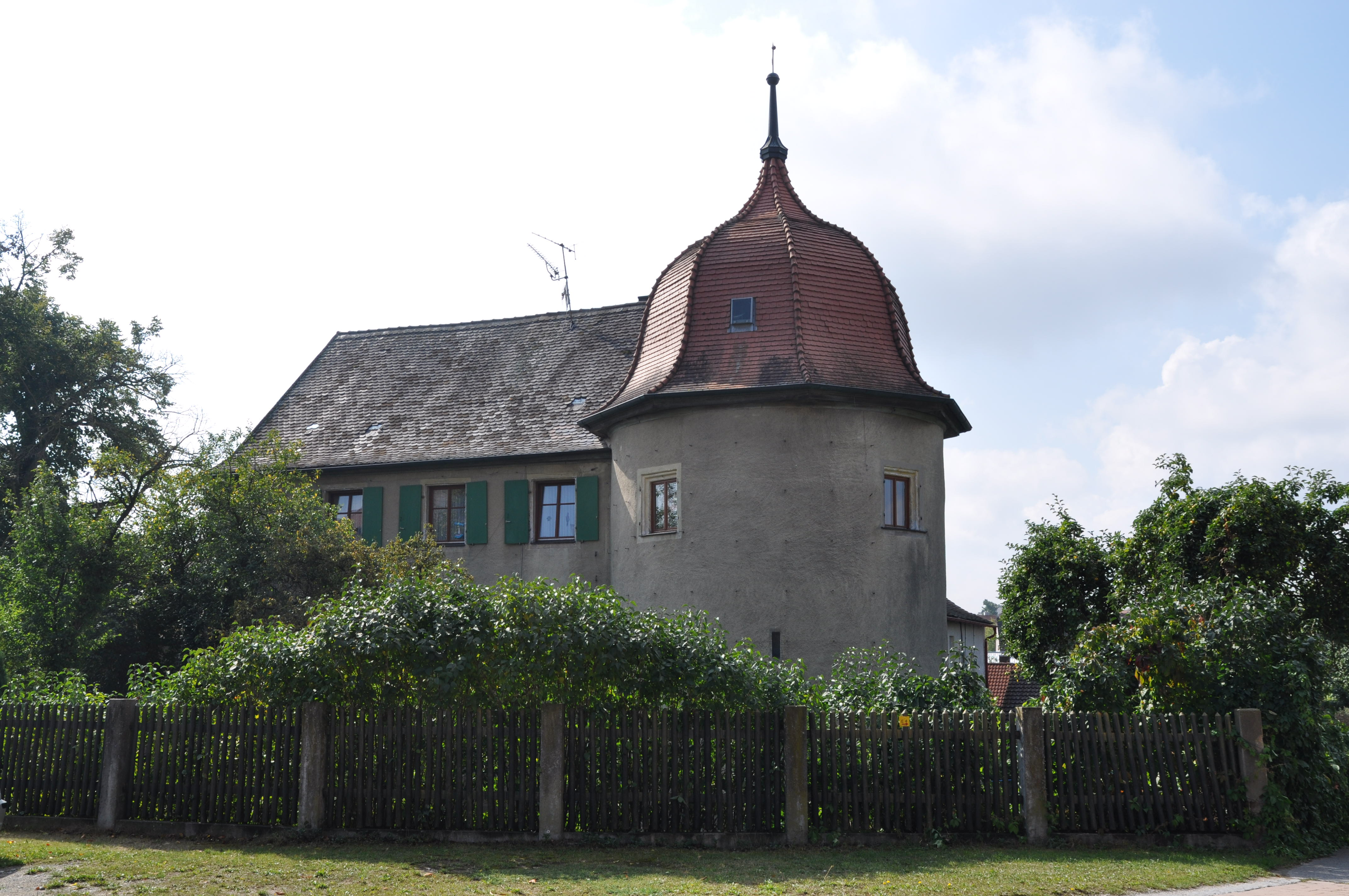
Altes Schloss

Von 1797 bis 1810 unterstand der Ort dem Justizamt Markt Erlbach und Kammeramt Emskirchen. Im Jahre 1810 kam Brunn an das Königreich Bayern. Im Rahmen des Gemeindeedikts wurde 1811 der Steuerdistrikt Brunn gebildet, zu dem Hohholz, Kaltenneuses, Tanzenhaid, Kotzenaurach, Vierzehnmorgen und Weihermühle gehörten. 1813 entstand die Ruralgemeinde Brunn, die mit dem Steuerdistrikt deckungsgleich war. Mit dem Zweiten Gemeindeedikt (1818) wurde zwei Ruralgemeinden gebildet:
- Brunn mit Weihermühle;
- Hoholz mit Kaltenneuses, Tanzenhaid und Vierzehnmorgen.[16][17]

Die Ruralgemeinde Brunn war bis 1833 dem Patrimonialgericht Brunn unmittelbar und nur mittelbar in Verwaltung und Gerichtsbarkeit dem Landgericht Markt Erlbach zugeordnet und in der Finanzverwaltung dem Rentamt Neustadt an der Aisch. Die freiwillige Gerichtsbarkeit und die Polizei hatte bis 1833 das Patrimonialgericht, von 1833 bis 1848 das Patrimonialamt Brunn inne.
Ab 1862 gehörte Brunn zum Bezirksamt Neustadt an der Aisch (1939 in Landkreis Neustadt an der Aisch umbenannt) und ab 1856 zum Rentamt Markt Erlbach (1919–1929: Finanzamt Markt Erlbach, 1929–1972: Finanzamt Neustadt an der Aisch, seit 1972: Finanzamt Uffenheim). Die Gerichtsbarkeit blieb beim Landgericht Markt Erlbach (1879 in Amtsgericht Markt Erlbach umbenannt), von 1959 bis 1972 war das Amtsgericht Fürth zuständig, seitdem ist es das Amtsgericht Neustadt an der Aisch. Die Gemeinde hatte 1964 eine Gebietsfläche von 4,853 km².
Am 1. Januar 1972 wurde Brunn im Zuge der Gebietsreform in Bayern nach Emskirchen eingemeindet.

## Einwohnerentwicklung
Gemeinde Brunn
| Jahr      | 1818   | 1840   | 1852   | 1855   | 1861   | 1867   | 1871   | 1875   | 1880   | 1885   | 1890   | 1895   | 1900   | 1905   | 1910   | 1919   | 1925   | 1933   | 1939   | 1946   | 1950   | 1952   | 1961   | 1970   |
| Einwohner | 344    | 450    | 474    | 479    | 465    | 502    | 482    | 480    | 477    | 491    | 443    | 469    | 442    | 467    | 455    | 427    | 430    | 460    | 458    | 608    | 666    | 620    | 516    | 521    |
| Häuser    | 64     | 76     |        |        |        |        | 79     |        |        | 89     | 85     |        | 85     |        |        |        | 86     |        |        |        | 89     |        | 100    |        |
| Quelle    | [ 23 ] | [ 24 ] | [ 25 ] | [ 25 ] | [ 26 ] | [ 27 ] | [ 28 ] | [ 29 ] | [ 30 ] | [ 31 ] | [ 32 ] | [ 25 ] | [ 33 ] | [ 25 ] | [ 34 ] | [ 25 ] | [ 35 ] | [ 25 ] | [ 25 ] | [ 25 ] | [ 36 ] | [ 25 ] | [ 19 ] | [ 37 ] |

Ort Brunn
| Jahr      | 001818 | 001840 | 001861 | 001871 | 001885 | 001900 | 001925 | 001950 | 001961 | 001970 | 001987 | 002014 |
| Einwohner | 344    | 444    | 455    | 475    | 484    | 436    | 430    | 664    | 514    | 518    | 463    | 489    |
| Häuser    | 64     | 75     |        |        | 88     | 84     | 85     | 88     | 99     |        | 133    |        |
| Quelle    | [ 23 ] | [ 24 ] | [ 26 ] | [ 28 ] | [ 31 ] | [ 33 ] | [ 35 ] | [ 36 ] | [ 19 ] | [ 37 ] | [ 38 ] | [ 1 ]  |

## Baudenkmäler
In Brunn gibt es fünf Baudenkmäler:
- Evangelisch-lutherische Pfarrkirche St. Georg
- Grenzsteine des ehemals Gräflich Pücklerschen Hochgerichtssprengels
- neues Schloss mit Scheune
- altes Schloss
- sieben Grenzsteine des ehemaligen Gräflich Pücklerschen Niederjagddistrikts

## Religion
Der Ort ist Sitz der Pfarrei St. Georg und ist seit der Reformation evangelisch-lutherisch geprägt.